# Phytocoris
Phytocoris är ett släkte av insekter. Phytocoris ingår i familjen ängsskinnbaggar.

## Bildgalleri

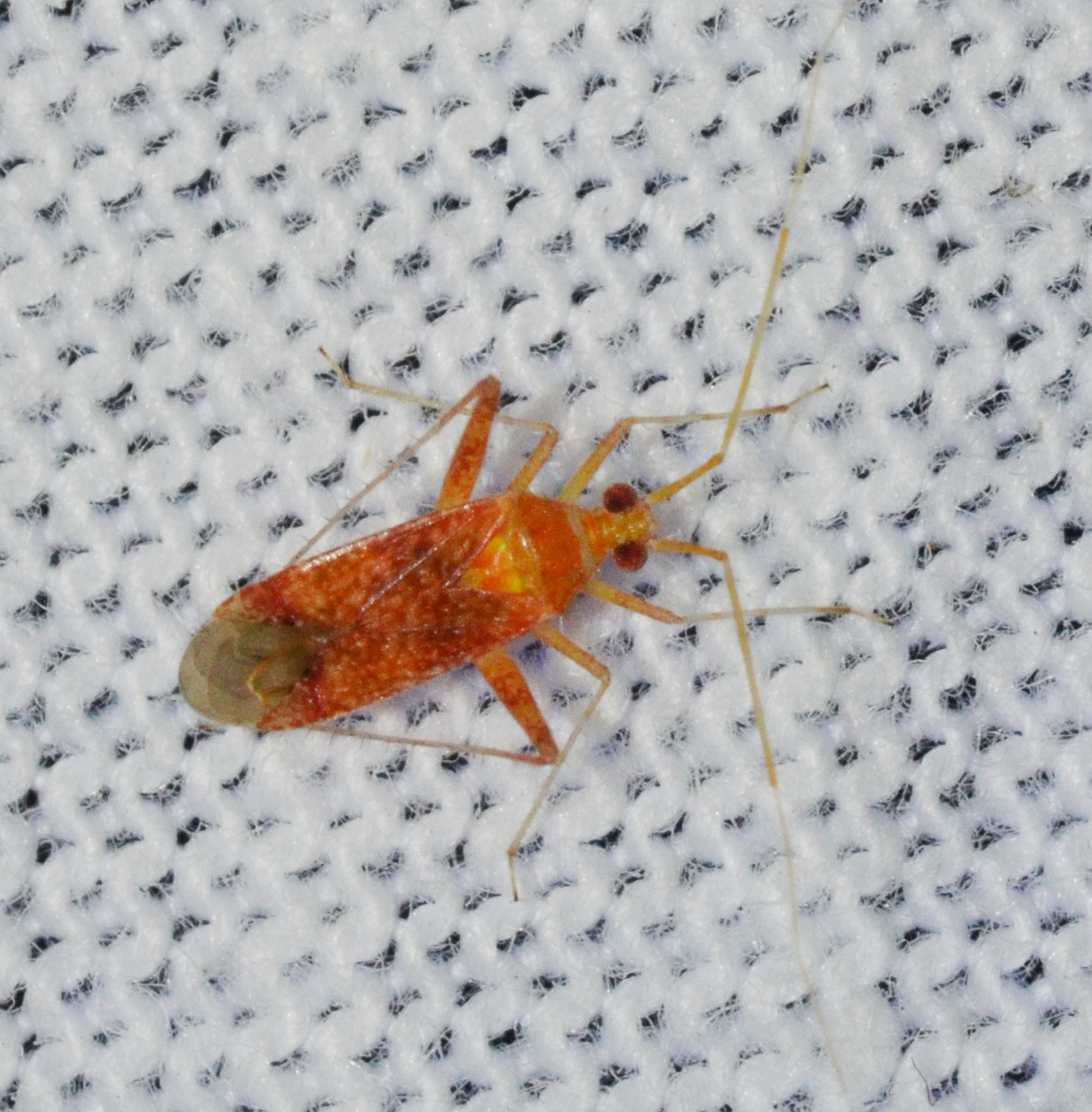
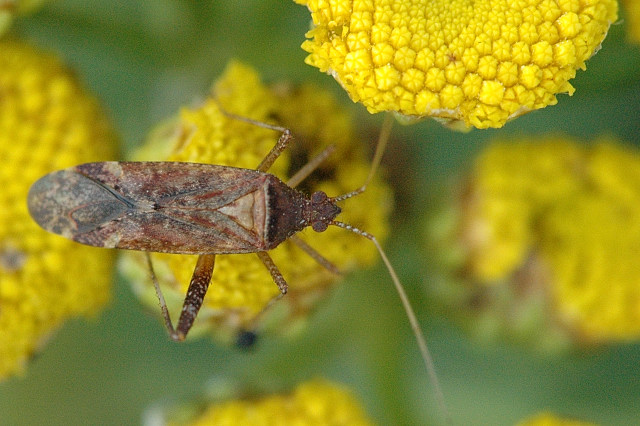
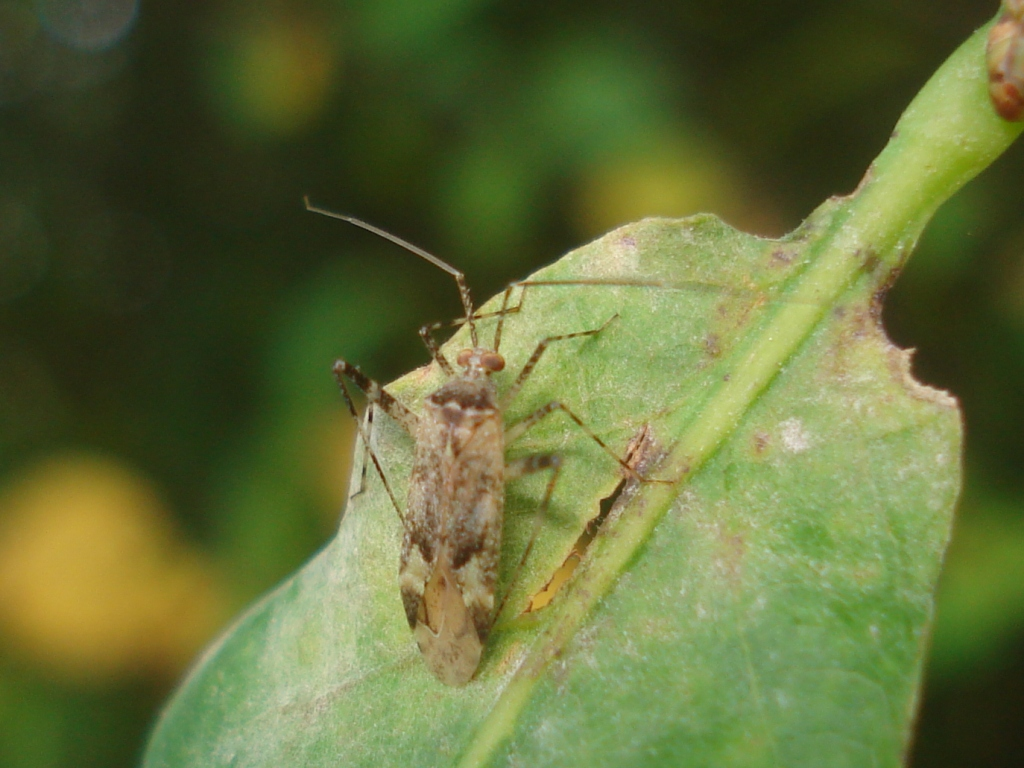
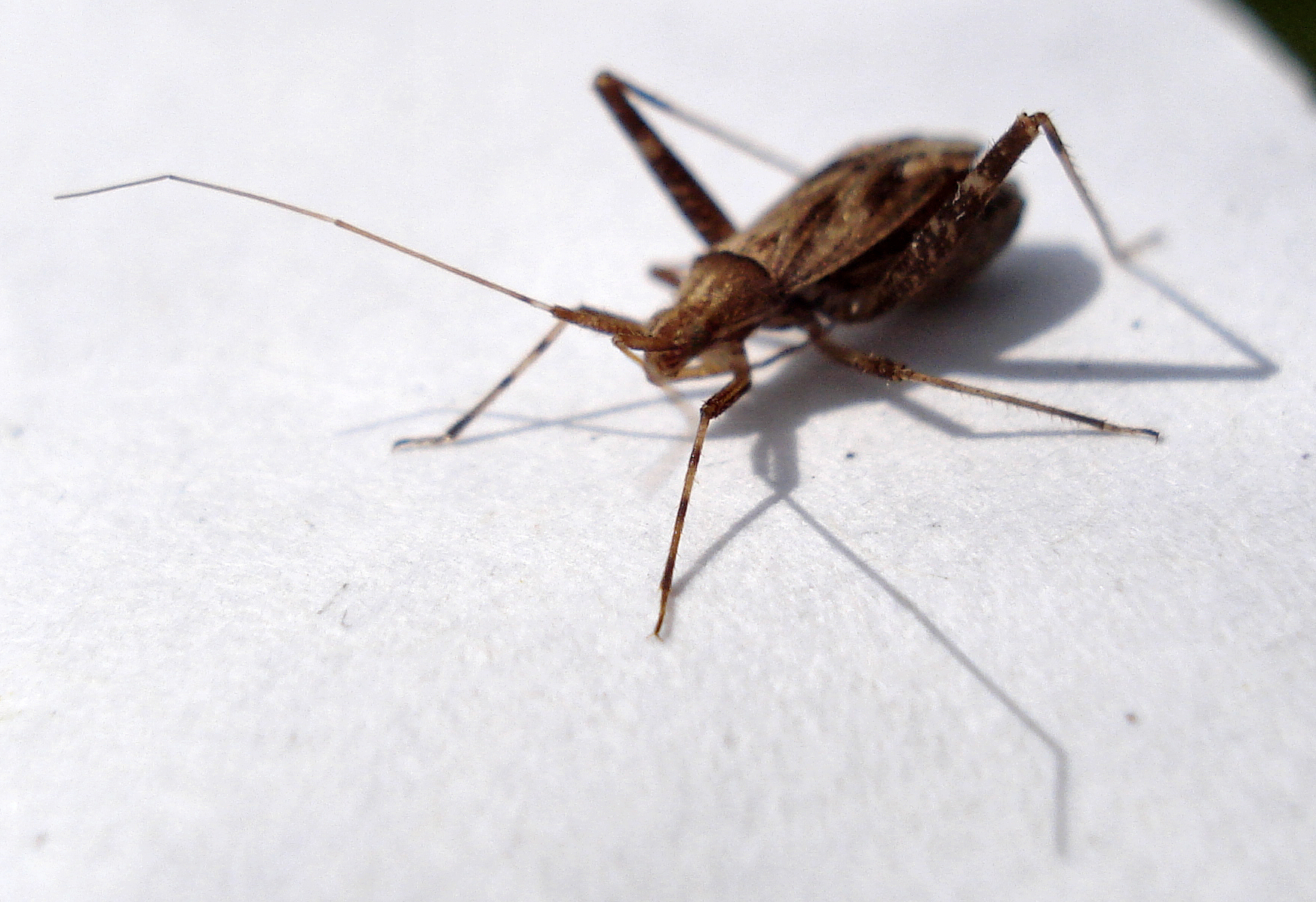
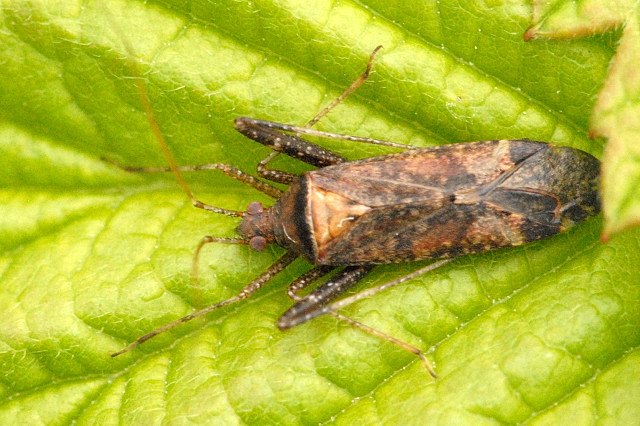

## Dottertaxa tillPhytocoris, i alfabetisk ordning[1][2]
- Phytocoris acaciae
- Phytocoris adenostomae
- Phytocoris adustus
- Phytocoris aesculinus
- Phytocoris alamogordo
- Phytocoris albellus
- Phytocoris albicuneatus
- Phytocoris albidopictus
- Phytocoris albidosquamus
- Phytocoris albifacies
- Phytocoris albifrons
- Phytocoris albitylus
- Phytocoris alboscutellatus
- Phytocoris alpestris
- Phytocoris alpinus
- Phytocoris americanus
- Phytocoris angustatus
- Phytocoris angusticollis
- Phytocoris angustifrons
- Phytocoris annulicornis
- Phytocoris antennalis
- Phytocoris apache
- Phytocoris argus
- Phytocoris aridus
- Phytocoris arizonensis
- Phytocoris arundinicola
- Phytocoris atriscutum
- Phytocoris auranti
- Phytocoris aurora
- Phytocoris avius
- Phytocoris baboquivari
- Phytocoris bakeri
- Phytocoris balli
- Phytocoris beameri
- Phytocoris becki
- Phytocoris belfragei
- Phytocoris berbericola
- Phytocoris bituberis
- Phytocoris biumbonatus
- Phytocoris borealis
- Phytocoris borregoi
- Phytocoris breviatus
- Phytocoris brevicornis
- Phytocoris brevifurcatus
- Phytocoris brevisetosus
- Phytocoris breviusculus
- Phytocoris brimleyi
- Phytocoris brooksi
- Phytocoris broweri
- Phytocoris buenoi
- Phytocoris californicus
- Phytocoris calli
- Phytocoris calvus
- Phytocoris canadensis
- Phytocoris candidus
- Phytocoris canescens
- Phytocoris carnosulus
- Phytocoris caryae
- Phytocoris catalinae
- Phytocoris ceanoticus
- Phytocoris cercocarpi
- Phytocoris chemehuevi
- Phytocoris chihuahuanae
- Phytocoris cienega
- Phytocoris cinereus
- Phytocoris cochise
- Phytocoris commissuralis
- Phytocoris comulus
- Phytocoris confluens
- Phytocoris coniferales
- Phytocoris consors
- Phytocoris conspersipes
- Phytocoris conspicuus
- Phytocoris conspurcatus
- Phytocoris coronadoi
- Phytocoris corticevivens
- Phytocoris corticola
- Phytocoris cortitectus
- Phytocoris cowaniae
- Phytocoris crawfordi
- Phytocoris cunealis
- Phytocoris cuneotinctus
- Phytocoris davisi
- Phytocoris decorus
- Phytocoris decurvatus
- Phytocoris dentatus
- Phytocoris denticulatus
- Phytocoris depictus
- Phytocoris deserticola
- Phytocoris desertinus
- Phytocoris difficilis
- Phytocoris difformis
- Phytocoris dimidiatus
- Phytocoris diversus
- Phytocoris dreisbachi
- Phytocoris dumicola
- Phytocoris ejuncidus
- Phytocoris electilis
- Phytocoris empirensis
- Phytocoris erectus
- Phytocoris eurekae
- Phytocoris exemplus
- Phytocoris eximius
- Phytocoris falcatus
- Phytocoris fenestratus
- Phytocoris formosus
- Phytocoris fraterculus
- Phytocoris fulvipennis
- Phytocoris fulvus
- Phytocoris fumatus
- Phytocoris fuscipennis
- Phytocoris fuscosignatus
- Phytocoris geniculatus
- Phytocoris guadalupe
- Phytocoris heidemanni
- Phytocoris hettenshawi
- Phytocoris hirsuticus
- Phytocoris hirtus
- Phytocoris hispidus
- Phytocoris histriculus
- Phytocoris hopi
- Phytocoris huachuca
- Phytocoris hualapai
- Phytocoris husseyi
- Phytocoris hyampom
- Phytocoris hypoleucoides
- Phytocoris imperialensis
- Phytocoris infuscatus
- Phytocoris ingens
- Phytocoris inops
- Phytocoris insulatus
- Phytocoris intermontanus
- Phytocoris interspersus
- Phytocoris intricatus
- Phytocoris jucundus
- Phytocoris juliae
- Phytocoris junceus
- Phytocoris juniperanus
- Phytocoris junipericola
- Phytocoris kahtahbi
- Phytocoris kerrvillensis
- Phytocoris ketinelbi
- Phytocoris kiowa
- Phytocoris knowltoni
- Phytocoris kuschei
- Phytocoris lacunosus
- Phytocoris laevis
- Phytocoris lasiomerus
- Phytocoris laticeps
- Phytocoris latisquamus
- Phytocoris lattini
- Phytocoris leucophaeus
- Phytocoris lineatus
- Phytocoris listi
- Phytocoris longihirtus
- Phytocoris longipennis
- Phytocoris luteolus
- Phytocoris lycii
- Phytocoris maricopae
- Phytocoris maritimus
- Phytocoris megatuberis
- Phytocoris mellarius
- Phytocoris mesillae
- Phytocoris michiganae
- Phytocoris microfascinum
- Phytocoris miniatus
- Phytocoris minituberculatus
- Phytocoris minuendus
- Phytocoris minutulus
- Phytocoris mirus
- Phytocoris monophyllae
- Phytocoris mundus
- Phytocoris navajo
- Phytocoris neglectus
- Phytocoris nicholi
- Phytocoris nigricollis
- Phytocoris nigrifrons
- Phytocoris nigrisignatus
- Phytocoris nigrisquamus
- Phytocoris nigrolineatus
- Phytocoris nobilis
- Phytocoris obtectus
- Phytocoris occidentalis
- Phytocoris olseni
- Phytocoris omani
- Phytocoris onustus
- Phytocoris oppositus
- Phytocoris osage
- Phytocoris osborni
- Phytocoris pallidicornis
- Phytocoris pallidilineatus
- Phytocoris pectinatus
- Phytocoris piceicola
- Phytocoris pini
- Phytocoris pinicola
- Phytocoris pintoi
- Phytocoris planituberis
- Phytocoris plenus
- Phytocoris pleuroimos
- Phytocoris polhemusi
- Phytocoris politus
- Phytocoris populi
- Phytocoris praealtus
- Phytocoris presidio
- Phytocoris proctori
- Phytocoris pseudonymus
- Phytocoris puella
- Phytocoris pulchellus
- Phytocoris pulchricollis
- Phytocoris purshiae
- Phytocoris purvus
- Phytocoris quadriannulipes
- Phytocoris quercicola
- Phytocoris quercinus
- Phytocoris radiatae
- Phytocoris rainieri
- Phytocoris ramosus
- Phytocoris ravidus
- Phytocoris relativus
- Phytocoris reticulatus
- Phytocoris reuteri
- Phytocoris rolfsi
- Phytocoris roseipennis
- Phytocoris roseotinctus
- Phytocoris roseus
- Phytocoris rosillos
- Phytocoris rostratus
- Phytocoris rubellus
- Phytocoris rubrimaculatus
- Phytocoris rubrocuneatus
- Phytocoris rubroornatus
- Phytocoris rubropictus
- Phytocoris rufoscriptus
- Phytocoris rufus
- Phytocoris sacramento
- Phytocoris sagax
- Phytocoris salicis
- Phytocoris sanbernardino
- Phytocoris sangabriel
- Phytocoris sanjoaquin
- Phytocoris schaffneri
- Phytocoris schotti
- Phytocoris schuhi
- Phytocoris schuylkillensis
- Phytocoris schwarzi
- Phytocoris seminotatus
- Phytocoris sewardi
- Phytocoris shoshoni
- Phytocoris signatipes
- Phytocoris simulatus
- Phytocoris solano
- Phytocoris sonorensis
- Phytocoris spicatus
- Phytocoris squamosus
- Phytocoris stellatus
- Phytocoris stitti
- Phytocoris strigosus
- Phytocoris suavis
- Phytocoris sublineatus
- Phytocoris sulcatus
- Phytocoris taxodii
- Phytocoris tehachapi
- Phytocoris tenerum
- Phytocoris tenuis
- Phytocoris texanus
- Phytocoris tibialis
- Phytocoris tiliae
- Phytocoris tillandsiae
- Phytocoris tobrendae
- Phytocoris torridus
- Phytocoris tricinctipes
- Phytocoris tricinctus
- Phytocoris tuberculatus
- Phytocoris tucki
- Phytocoris tumidifrons
- Phytocoris ulmi
- Phytocoris umbrosus
- Phytocoris uniformis
- Phytocoris usingeri
- Phytocoris utahensis
- Phytocoris validus
- Phytocoris vanduzeei
- Phytocoris varipes
- Phytocoris varius
- Phytocoris vau
- Phytocoris ventralis
- Phytocoris venustus
- Phytocoris vinaceus
- Phytocoris viridescens
- Phytocoris yavapai
- Phytocoris yollabollae
- Phytocoris yuma
- Phytocoris yuroki